# Philodendron victoriae
Philodendron victoriae är en kallaväxtart som beskrevs av George Sydney Bunting. Philodendron victoriae ingår i släktet Philodendron och familjen kallaväxter.
Artens utbredningsområde är Venezuela. Inga underarter finns listade.